# Gunnbjörn Ulfsson
Gunnbjörn Ulfsson, també conegut com a Gunnbjörn Ulf-Krakuson, fou un explorador noruec que va viure a cavall del segle ix i x. Fou el primer europeu a veure Amèrica del Nord, després que perdés el rumb mentre navegava de Noruega a Islàndia. Això el va dur a la costa de Groenlàndia, als illots de Gunnbjörn. Ulfsson va informar d'aquesta troballa, però no va fer terra.
Groenlàndia forma part física i culturalment d'Amèrica del Nord, estant separada de l'illa d'Ellesmere sols per un estret, per la qual cosa constitueix el primer contacte establert entre Europa i Amèrica del Nord. La data exacta d'aquest fet no queda registrat a les sagues.
La primera visita voluntària als illots de Gunnbjörn la va fer Snæbjörn Galti al voltant de 978, sent seguit poc després per Eric el Roig, que també va explorar l'illa principal de Groenlàndia, en la qual hi va establir un assentament.
Una sèrie de topònims moderns a Groenlàndia recorden Gunnbjörn Ulfsson, entre ells el Gunnbjörn Fjeld, que amb 3.694 msnm és la muntanya més alta de l'illa.